# Alfred von Waldersee

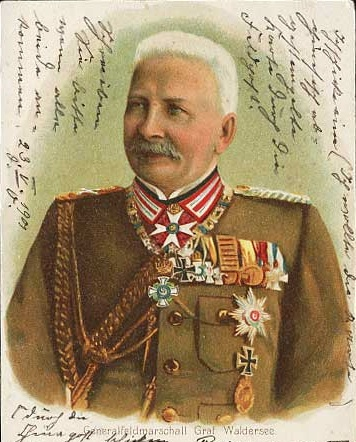
Thống chế von Waldersee
Bưu thiếp năm 1901

Alfred Ludwig Heinrich Karl Graf von Waldersee (8 tháng 4 năm 1832, Potsdam – 5 tháng 3 năm 1904, Hanover) là một Thống chế của Phổ và Đế quốc Đức, giữ chức vụ Tổng tham mưu trưởng Đức trong khoảng thời gian ngắn giữa Moltke và Schlieffen từ năm 1888 cho đến năm 1891. Khi còn là một sĩ quan cấp tá, Waldersee đã được tiến cử vào Bộ Tổng tham mưu và thể hiện tài năng tham mưu của mình trong cuộc Chiến tranh Pháp-Đức (1870 – 1871). Ông được sắp đặt làm Tổng tham mưu trưởng trong một thời gian dài trước khi Moltke nghỉ hưu năm 1888.
Ông từng là một công sự thân cận của Moltke, và sự chống đối của ông trước những chính sách của Thủ tướng Otto von Bismarck cùng với chủ trương gây ra một cuộc chiến tranh phòng bị với Nga của ông (điều khiến cho cả Bismarck lẫn Moltke đều kinh hãi) đã khiến cho ông trở thành một sủng tướng của Wilhelm II khi ông này còn là Thái tử kế vị. Nhưng về sau, khi Wilhelm II lên ngôi Hoàng đế và Waldersee trở thành Tổng tham mưu trưởng, tham vọng của hai người đã đụng độ với nhau và điều này dẫn đến việc Wilhelm II huyền chức ông vào năm 1891. Tuy vậy, đến năm 1900, Đức hoàng đã bổ nhiệm ông làm Tổng tư lệnh của Liên quân tám nước trấn áp phong trào Nghĩa Hòa Đoàn tại Trung Quốc, mặc dù Bắc Kinh thất thủ về tay liên quân trước khi ông đến nơi.

## Gia đình
Alfred von Waldersee là người con thứ 5 trong 6 người con của Thượng tướng Kỵ binh Phổ Franz Heinrich Graf von Waldersee (1791 – 1873) và Bertha von Hünerbein (1799 – 1859). Franz Heinrich von Waldersee là con trai của Franz Anton von Waldersee (1763 – 1823), người con bất hợp pháp của Leopold III Friedrich Franz, Công tước xứ Anhalt-Dessau (1740 – 1817) với Johanne Eleonore Hoffmeier (1739 – 1816). Tuy vậy, Franz Anton đã được nuôi nấng và giáo dục trong triều đình Anhalt-Dessau, và được phong tước Bá hay Graf vào năm 1786. Điền trang của gia đình Waldersee, Waterneverstorf, tọa lạc tại bờ biển Ban Tích gần Behrensdorf ở bang Schleswig-Holstein của Liên minh Đức.

## Thiếu thời và sự nghiệp ban đầu
Alfred von Waldersee đã chào đời tại Potsdam, trong một gia đình quý tộc quân sự. Sau khi học ở một số trường thiếu sinh quân, ông được bổ nhiệm vào Quân đoàn Pháo binh của Quân đội Phổ vào năm 1850, với quân hàm Trung úy. Ông sớm làm đẹp lòng các cấp trên của mình. Trong chiến dịch lớn đầu tiên của ông, cuộc Chiến tranh Áo-Phổ vào năm 1866, ông phụng sự như một sĩ quan hầu cận của Thượng tướng Pháo binh Hoàng thân Friedrich Karl của Phổ, và ông tham chiến cùng với Friedrich Karl tại trận Königgrätz-Sadowa. Trong diễn tiến của chiến dịch, Bá tước Waldersee đã lên quân hàm Thiếu tá và được tiến cử vào Bộ Tổng tham mưu. Kể từ đó, ông phục vụ trong bộ tham mưu của Quân đoàn X, một đơn vị mới được thành lập ở Vương quốc Hanover đã bị Phổ chinh phạt trong cuộc chiến. Vào tháng 1 năm 1870, ông trở thành tùy viên quân sự trong Đại sứ quán Phổ tại Paris. Trên cương vị này, ông đã thu thập tin tức về thực lực quân đội Pháp cùng với mọi thông tin khác về nền quân sự Pháp, và những điều mà ông thu thập được sẽ trở nên quý giá trong các chiến dịch quân sự sắp sửa xảy ra.
Trong cuộc Chiến tranh Pháp-Đức (1870 – 1871), Thượng tá Bá tước Waldersee, được thừa nhận vì tài nghệ quân sự và sự hiểu biết của ông về các lực lượng vũ trang của kẻ địch, đã trở thành cộng sự đắc lực nhất của "Tổng tư lệnh tối cao" của Phổ, Vua Wilhelm I. Ông tham gia trong các trận đánh lớn xung quanh Metz, được bổ nhiệm vào bộ tham mưu của tướng Friedrich Franz, Đại Công tước xứ Mecklenburg-Schwerin; và về sau ông tham chiến trong các chiến dịch chống lại Binh đoàn Loire của nền Cộng hòa Pháp non trẻ do tướng Chanzy chỉ huy. Đại Công tước xứ Mecklenburg là một chiến binh tài giỏi, nhưng không phải là nhà chiến thuật nổi bật, và thắng lợi của ông trong chiến dịch phía Tây chủ yếu là nhờ vào cố vấn của ông, Bá tước von Waldersee.
Sau khi cuộc chiến tranh chấm dứt, Waldersee được tặng thưởng Huân chương Thập tự Sắt hạng nhất, và được bổ nhiệm làm đại diện của Đức tại Paris, và đã thể hiện tài xử trí và thái độ lịch thiệp của mình khi đảm nhiệm chức vụ khó khăn này. Vào cuối năm 1871, Waldersee đã trở thành tư lệnh của Trung đoàn Thương kỵ binh số 13 tại Hanover, và hai năm sau ông được bổ nhiệm làm tham mưu trưởng của Quân đoàn Hanover, đơn vị mà ông đã phục vụ trước năm 1874. Vào ngày 14 tháng 4 năm 1874, ông kết hôn với Mary Esther Lee (1837-1914), con gái thứ ba của thương nhân New York giàu có David Lee và là vợ góa của Vương công Friedrich xứ Schleswig-Holstein. Mary trước kia đã được Hoàng đế Áo phong làm Công nương Nöer. Bà trở thành một người ủng hộ người nghèo tại Phổ và được vinh danh vì lòng trắc ẩn của mình.

## Tổng tham mưu trưởng

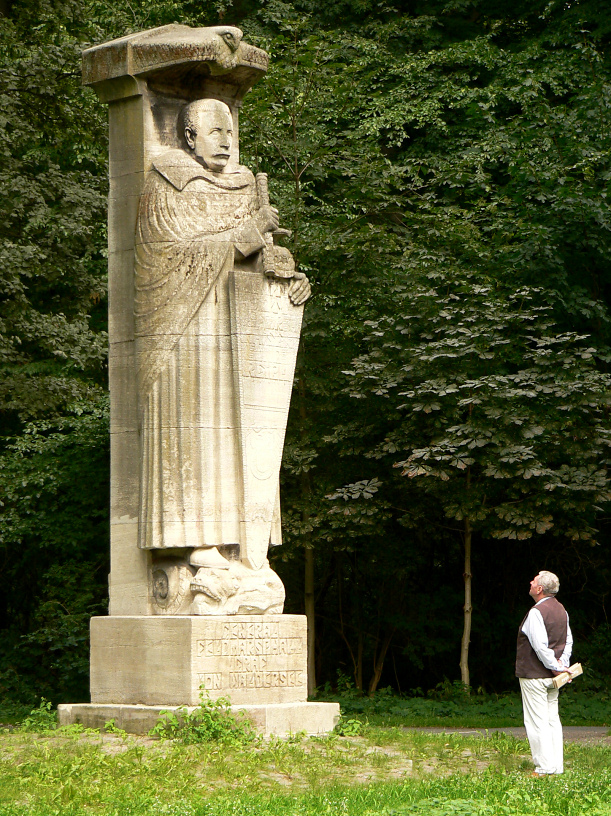
Đài kỷ niệm Waldersee tại công viên Eilenriede ở Hannover

Vào năm 1882, Waldersee được Thống chế Helmuth von Moltke Lớn bổ nhiệm làm cộng sự hàng đầu của mình trong Bộ Tổng tham mưu tại Berlin với quân hàm Thượng tướng hậu cần (Generalquartiermeister). Với cấp bậc này, ông đã được xem như là người thừa kế giả định của vị Thống chế ở độ tuổi bát tuần. Trong một vài dịp, Waldersee tháp tùng Hoàng tử Wilhelm, sau này là Đức hoàng Wilhelm II, trong những chuyến hành trình ra nước ngoài, thay mặt cho ông nội của hoàng tử là Đức hoàng Wilhelm I. Kể từ tháng 1 năm 1885, quan hệ giữa Waldersee và Wilhelm trở nên thân mật, và về sau ông trở thành một cộng sự thân cận nhất của hoàng tử. Tuy nhiên, Waldersee bị cha mẹ theo chủ nghĩa tự do của Wilhelm (Thái tử Friedrich Wilhelm và Victoria, Trưởng nữ Hoàng gia Anh) nhìn nhận là người "bài Do Thái, sùng tín một cách hẹp hòi, và phản động... thượng tướng hậu cần là hiện thân của tất cả mọi thứ mà song thân của Wilhelm bài xích dữ dội nhất."
Thủ tướng Otto von Bismarck đã cầm quyền tại Phổ và Đức trong vòng một thập kỷ, nhưng vào giữa thập niên 1880, tình hình chính trị - xã hội ở Đức có thay đổi. Những người theo chủ nghĩa xã hội đã giành được ghế trong Quốc hội và tầng lớp trung lưu có xu hướng tự do tìm thấy một người bạn ở Thái tử. Nhằm củng cố quyền lực của mình, Bismarck giờ đây hướng tới một liên kết với quân đội, nhưng Thủ tướng cảm thấy khó chịu và nghi kỵ Waldersee. Vị Bá tước lúc bấy giờ đã hầu như là một Tổng tham mưu trưởng, và là người "tài năng nhưng hết sức tham vọng, không ngừng mưu mô, [và ông] ít nhiều công khai chiếc ghế Thủ tướng [cho bản thân ông]." Bộ Tổng tham mưu không biết nhiều về những ý định của Bismarck và định kiến của Waldersee đôi khi mâu thuẫn với các lập trường về chính sách ngoại giao của Thủ tướng. Waldersee, trên cương vị chính thức là người thứ hai sau Moltke, đã nâng cấp các tùy viên quân sự tại mọi đại sứ của đế quốc trên khắp thế giới "thành một ban ngoại giao thực sự độc lập". Cũng giống như Bộ trưởng Nội các Quân sự Emil von Albedyll báo cáo trực tiếp tới Hoàng đế mà không phải thông qua Bộ Chiến tranh, Waldersee thường sử dụng các tùy viên của mình để qua mặt Bộ Ngoại giao. Cuối năm 1887, Bismarck phát hiện ra rằng tùy viên quân sự tại Viên đã không thèm đếm xỉa vụ lễ tân, tự ý mở đầu các tranh cãi với bộ chỉ huy tối cao Áo về việc bố trí binh lực Đức - Áo trong tình huống một cuộc chiến tranh với Nga xảy ra. Đích thân Waldersee đã bị Bismarck "xỉ vả thậm tệ", để cho giới quân sự biết rằng ai là người điều hành các vấn đề ngoại giao. Thống chế Moltke cuối cùng đã nghỉ hưu vào tháng 8 năm 1888 và việc bổ nhiệm Waldersee làm người kế nhiệm ông là điều dễ dàng đoán trước: tân Hoàng đế 29 tuổi Wilhelm II đã ưng thuận Waldersee.
Waldersee về cơ bản tiếp nối truyền thống của Moltke cho tới khi ông nảy sinh mâu thuẫn với vị hoàng đế trẻ tuổi có bản tính khó lường. Vào năm 1891, trong các cuộc diễn tập mùa thu [Kaisermanöver] của Quân đội Đế quốc Đức, Waldersee đã cả gan "đánh tan tác" các đội hình dưới quyền chỉ huy của vị hoàng đế nóng nảy Wilhelm II. Do đó, Waldersee đánh mất sự tín nhiệm của quân vương, và bị cách chức Tổng tham mưu trưởng. Tuy nhiên, ông vẫn được giao phó một chức vụ quan trọng: tư lệnh của Quân đoàn IX ở Hamburg-Altona. Waldersee, bất chấp tất cả những gì đã diễn ra, sẽ thiết lập dinh thự ở Hamburg, gần điền trang của Bismarck lúc về hưu tại Friedrichsruh. Năm 1898, ông được bổ nhiệm làm Cục trưởng Cục Thanh tra quân đội III tại Hanover, và lệnh thuyên chuyển được đi kèm bởi những lời tán dương nhằm giãi bày thiện ý của Wilhelm II.

## Cuộc viễn chinh Trung Hoa

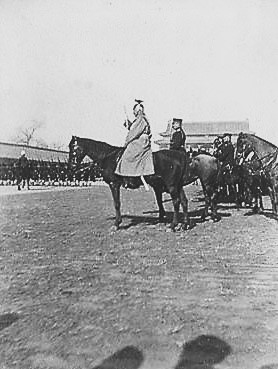
Bá tước von Waldersee tại Trung Quốc

Vào năm 1900, 2 nghìn tín đồ Ki-tô giáo người châu Âu và Trung Quốc đã bị quân nổi dậy Nghĩa Hòa Đoàn bao vây tại Bắc Kinh. Trước tình hình đó, một Lực lượng Cứu viện Quốc tế, với các lực lượng Âu, Mỹ và Nhật đã được điều đến để giải cứu. Kể từ khi công sứ của Đức hoàng Wilhelm II tại Trung Hoa là Nam tước Clemens von Ketteler bị quân nổi dậy Nghĩa Hòa Đoàn giết hại, người Đức "đòi hỏi một quyền ưu tiên nhất định trong cuộc thập tự chinh chống lại dâm man rợ Trung Hoa." Alfred Graf von Waldersee – bấy giờ đã 68 tuổi và bán nghỉ hưu, nhưng được phong hàm Thống chế nhân dịp này – đã được Nga hoàng, với sự tán đồng của người Nhật, đề cử làm vị Tổng tư lệnh tối cao Liên quân đầu tiên trong thời kỳ hiện đại.
Những chuẩn bị cho việc vị Thống chế rời khỏi Đức đến Trung Quốc đã dẫn đến nhiều bình luận châm biếm nhằm vào cái trở nên được biết đến như là Waldersee Rummel hay "những vở diễn Waldersee" — mà ông ghét cay ghét đắng. Trong tâm trạng giận dữ, ông đã ghi nhận: "[Hoàng đế] đã trao cho tôi chiếc gậy Thống chế với một bài hiệu triệu hơi quá mức nồng nhiệt mà không may thay đã lên báo." Vào ngày 17 tháng 10 năm 1900, Waldersee tới Bắc Kinh ("một thời khắc lịch sử toàn cầu") và tiến vào Tử Cấm Thành. Waldersee đã đến trước Bắc Kinh quá muộn để có thể chỉ huy lực lượng đa quốc gia của ông trong bất kỳ một cuộc giao tranh lớn nào, nhưng được giao nhiệm vụ bình đình quân Nghĩa Hòa Đoàn. "Các cuộc viễn chinh trừng phạt này... là những công việc vô thưởng vô phạt [và] theo quan điểm của Waldersee... khó có thể hình thành một cuộc chiến tranh." Tuy nhiên, theo nhà văn Anh Peter Fleming, nếu như Waldersee không được bổ nhiệm làm Tổng chỉ huy liên quân, hoặc nếu như chức vụ này về tay một nhân vật thiếu quyết đoán hơn ông, những hành động thù địch không ngừng gây căng thẳng quan hệ giữa các lực lượng đồng minh ở miền Bắc Trung Quốc có thể sẽ lan nhanh. Điển hình, việc tranh cãi giữa Anh và Nga về các tuyến đường sắt đã đưa hai cường quốc đến gần nguy cơ chiến tranh. Thêm vào đó, cũng theo Fleming, Waldersee chí ít cũng đã ngăn ngừa "vô số rắc rối khác".
Vị Thống chế không hiểu được tinh thần bền bỉ của người Trung Quốc. Tuy nhiên, ông nhận thấy các hành vi sai trái của những kẻ chinh phạt: binh lính của họ chán nản và ăn không ngồi rồi, bệnh phong tình lan tràn trong quân ngũ, và sau khi các hành động cướp phá bị ngăn chặn, quân sĩ vẫn dễ bị cám dỗ trước mọi loại hình "nghệ thuật Trung Hoa". Sau khi chiến dịch kết thúc, ông vội vã trở về nước Đức. Vào năm 1900, do "những thành tựu liên quan đến nền hòa bình thế giới" của ông, ông được phong làm Công dân danh dự của Hamburg, nơi ông đã từng cư ngụ. Một lần nữa tại Hanover, ông tái đảm nhiệm chức vụ tướng thành tra, và giữ cương vị này hầu như đến khi ông từ trần vào năm 1904 ở độ tuổi 72.

## Phong tặng
- Vương quốc Liên hiệp Anh và Bắc Ireland - Đại Thập tự Hiệp sĩ Danh dự (Quân sự) của Huân chương Bath ngày 16 tháng 8 năm 1901[16]

## Trong văn hóa đương đại
Trong bộ phim Hồng Kông Cuộc khởi nghĩa Nghĩa Hòa Đoàn, Waldersee, do Richard Harrison thủ viên, được mô tả là đã kết hôn với một phụ nữ Trung Hoa, người đã cứu sống ông sau khi hai trong số các nhân vật chính người Trung Hoa định giết ông. Trong phim, ông trẻ hơn rất nhiều so với con người thật của ông trong thời gian xảy ra phong trào Nghĩa Hòa Đoàn.